# La Perla
La Perla és un districte de la Província Constitucional de Callao al Perú, i un dels sis districtes que comprenen la ciutat portuària de Callao.
L'actual alcalde de La Perla és Pedro Jorge López Barrios. S'establia oficialment com a districte el 22 d'octubre de 1964.

## Geografia
El districte té una superfície de 2.75 km². El seu centre administratiu està situat 18 metres sobre el nivell del mar.

### Límits
- Cap al sud: Oceà Pacífic
- A l'est: San Miguel
- Cap al nord: Bellavista
- Cap a l'oest: Callao

## Demografia
Segons el cens del 2005, del INEI, el districte té 59.602 habitants, una densitat de població de 21,673.5 persones/km² i 14.699 cases al districte.